# Історія Кам'янця-Подільського (1434—1672)
Кам'яне́ць-Поді́льський у 1434—1672 рока́х — другий період історії міста. Характеризується переходом міста від підпорядкування Великого князівства Литовського до Речі Посполитої. За початок періоду взято дату 1434 року, коли Кам'янець остаточно перейшов під владу польського короля та наділений функціями головного міста Подільського воєводства, Кам'янецького повіту та однойменного староства. З того часу у місті засідав подільський сеймик, почали діяти гродський суд та земський суд, три магістрати (руський, вірменський і польський). Від 1463 року місто стає королівським. Від 1434 до 1672 року Кам'янець перетворено на неприступний для тих часів оборонний форпост. Замок реконструйовано в кам'яний, для його прикриття із західного  боку, тобто з боку поля, 1617 року додатково споруджено ще один кам'яно-земляний замок, який стали називати Новим (Нова фортеця), на відміну від більш давнього замку, що почав іменуватися Старим (Стара фортеця). У першій половині XVII століття містобудівники для сполучення замків з містом звели кам'яний арковий (Замковий) міст.

## Формування фортифікацій
Оборонні укріплення зводилися й навколо міста: Руська і Польська брами, Баторієва (Кушнірська), Гончарська, Різницька, Слюсарська, Захаржевського або Турецька (збереглись до нашого часу) башти, Вірменський бастіон, кілька кам'яних стін і земляні вали, що оточували півострів по периметру. Кожне з цих укріплень є витвором оборонного та військово-інженерного мистецтва. Зокрема, Руська і Польська («Ляцька») брами, які розміщувалися безпосередньо у каньйоні, відповідно в південно-західній та північно-західній його частинах, складалися з кам'яних башт, мурів, барбаканів та шлюзів і повністю перекривали долину річки, майже унеможливлюючи несанкціонований доступ до міста.

## Громади міста

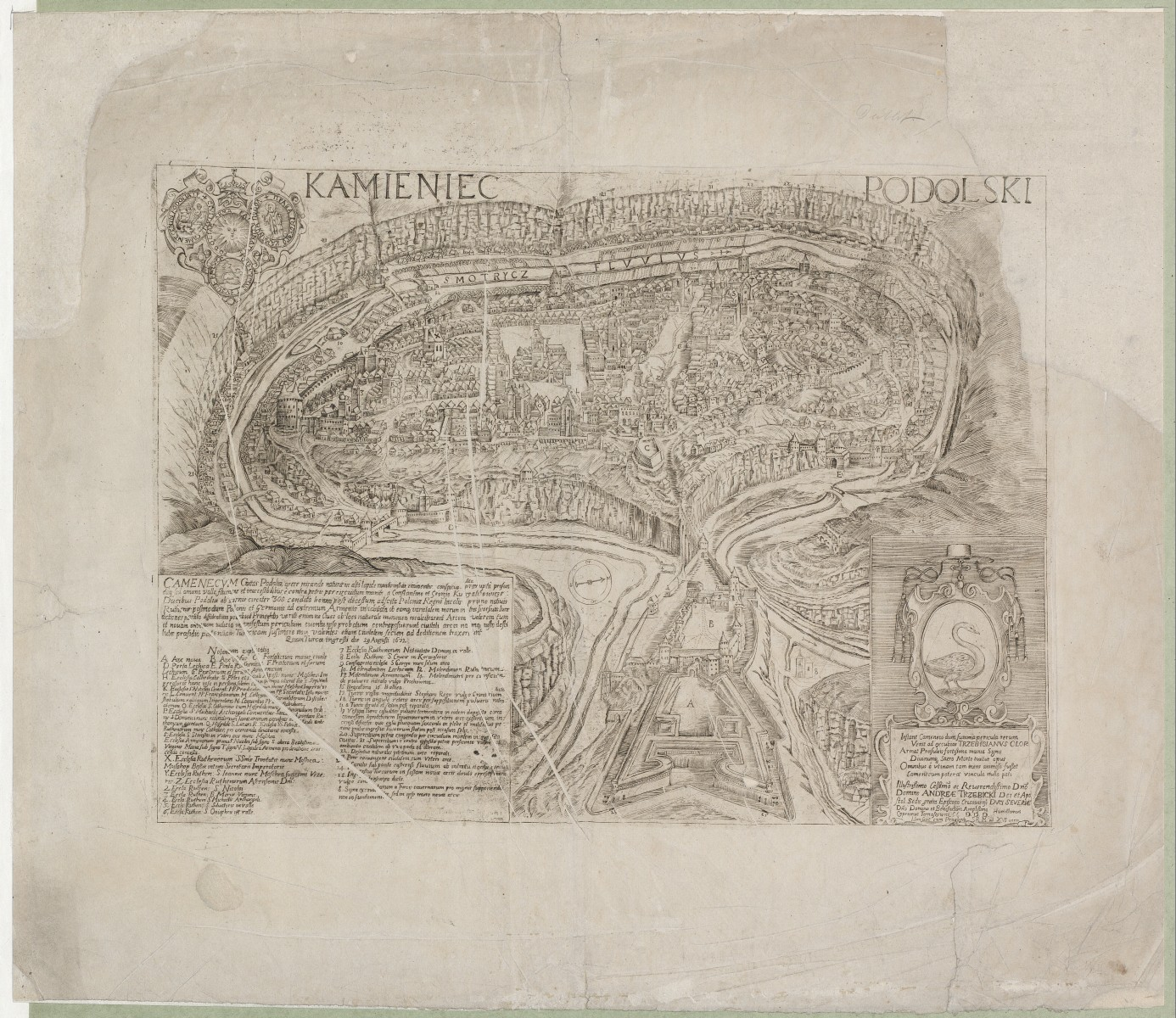
План Кам'янецької фортеці. Ципріан Томашевич, 1672 рік

Від середини XV століття основними композиційними центрами планувальної структури міста є майдани-ринки півострова руської, польської і вірменської громад. Руський ринок прямокутної форми з ратушею в центрі і храмом св. Михайла заново відбудований у північно-східній частині міста, Польський – у центрі міста, а Вірменський – у південній частині, там, де раніше знаходився давній загальноміський руський. Кожен із ринків мав свою ратушу, де засідала лава на чолі з війтом, який організовував життя громади, стежив за містобудівними нормами, судочинством, торгівлею, збором податків, ремеслами, обороною міста тощо. Раду, яку очолював бурмистер, мала лише польська громада.
У XVI-XVII століттях Кам'янець за чисельністю мешканців став одним з найбільших міст України: у 1580-х роках в місті, передмістях та замку, згідно з писемними джерелами, мешкало понад 6 тисяч осіб, 1629 – 7,5 тисяч, а в середині XVI століття – близько 10,5 тисяч. У цей період в Кам'янці існували 3 громади (руська, польська, вірменська), кожна з них управлялася своїми війтами, які керувалися нормами судочинства цих громад, мала свої окремі та змішані цехи ремісників, купців та інші.
Найдавніші відомості про термін «руський магістрат» у Коронній метриці виявлені за 1553 рік. Саме тоді польський король Сигізмунд II Август дозволив українцям Кам'янця виготовляти та продавати горілку, щоб на вторговані від неї гроші вони могли сплачувати підводну повинність. Війт української громади зобов'язався «кожний рік подавати звіт руському магістрату і народу про прибутки та витрати всієї суми». До Руського ринку з Польського і Вірменського ринків тягнулися вулиці Татарська, Троїцька, Зарванська, Домініканська і П'ятницька, а з півночі його захищали кам'яні мури та Кушнірська башта (зведена 1585 року, реконструйована 1785 року). У прилеглих до ринку кварталах руської громади діяли Свято-Троїцький, святих апостолів Петра і Павла, Успіння Пресвятої Богородиці та інші храми. Руський ринок проіснував до початку XVII століття. 1658 року українська громада отримала від польського короля Яна II Казимира Вази для своєї ратуші кам'яницю Киріака, котра знаходилася в східній частині Вірменського ринку. Однак уже з 1670 року українську громада в місті підпорядковано польському магістратові.
Польський ринок почав діяти в Кам'янці з 1452 року. Навколо нього, а також у західній та північно-західній напрямках велася забудова польських кварталів. Окрім поляків, тут скуповували собі садиби вірмени, хоча більша частина вірменської громади мешкала біля колишнього (Старого) Руського ринку та на міського валу.

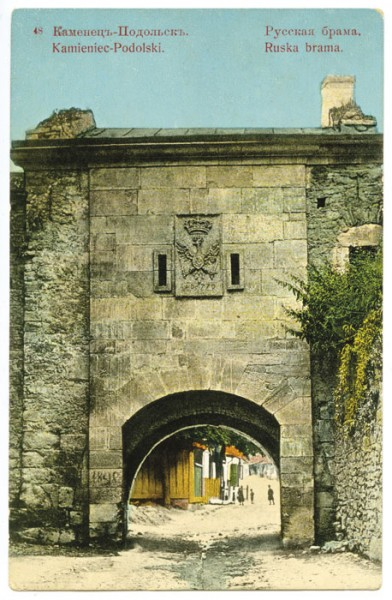
Руська брама

Для майдану-ринку польської громади з часу його організації й до кінця XVIII століття характерними є норми західноєвропейських міст, що виникали у XII–XV століть.
Головною архітектурною домінантою у формуванні ансамблю ринку стала ратуша, вона розташовується в південно-західному кутку серед ринкового кварталу. Ратуша символізувала центр цивільного та громадського життя міста, осередок самоуправління громади (упродовж XV–XVII століть – польської, а у XVIII столітті – українсько-польської), де відбувалися засідання за присутністю війта, лавників, бурмистрів, райців, членів ради сорока мужів та інших. Ратуша польська громада в одній із кам'янецьких магістратських книг згадується вже 1482 року. З часу зведення споруди й до кінця XVIII століття її підземні приміщення використовувалися як в'язниця. Перед ратушею із західного боку у XVI-XVIII століттях стояв «стовп ганьби», а на початку XVIII століття з південно-західного боку вимурувано міський колодязь.
Забудова Польського ринку мала два периметри. Перший із них – безпосередньо навколо ратуші – у 1700 році його поділено на 18 садиб-ділянок, де розташовувалися міська важниця, 24 крамниці та кілька житлових будинків. Другий, великий, периметр налічував 54 садиби. У північно-західному куті ринку розташовувалися садиба та цвинтар костелу святих апостолів Петра і Павла. 
Вірменський ринок мав форму витягнутого по лінії східно-західного прямокутника (35х250 м); його головними архітектурними спорудами є: ратуша, храми – Свято-Миколаївський з дзвіницею та святого пророка і хрестителя Іоанна Предтечі, домініканський костел і монастир, садиба подільських старост, арсенал, костел тринітаріїв, Казематна башта, палац коменданта тощо.
Окрім ринку, вірменській громаді в межах міста належали квартали, де мешкали вірменські сім'ї, а також прилеглі оборонні укріплення та передмістя. Від Вірменського ринку плато півострова поступово понижувалося в південного напрямку, утворюючи малі, а то й великі тераси. Відповідно до рельєфу формувалися вулиці та провулки, а також квартали й житлові дільниці.
У межах руського і вірменського кварталів впродовж XVI-XVII століть існували Гончарна, Різницька та Кравецька башти (вони розташовувалися на південно-східному боці півострова над скелею), безіменні міські ворота на перепаді двох терас по вулиці Довгій, земляний вал уздовж вулиці Довгої, Руська брама, Вірменський бастіон з боку замку, шанець на Вірменському ринку.

## Торгівля та ремесло

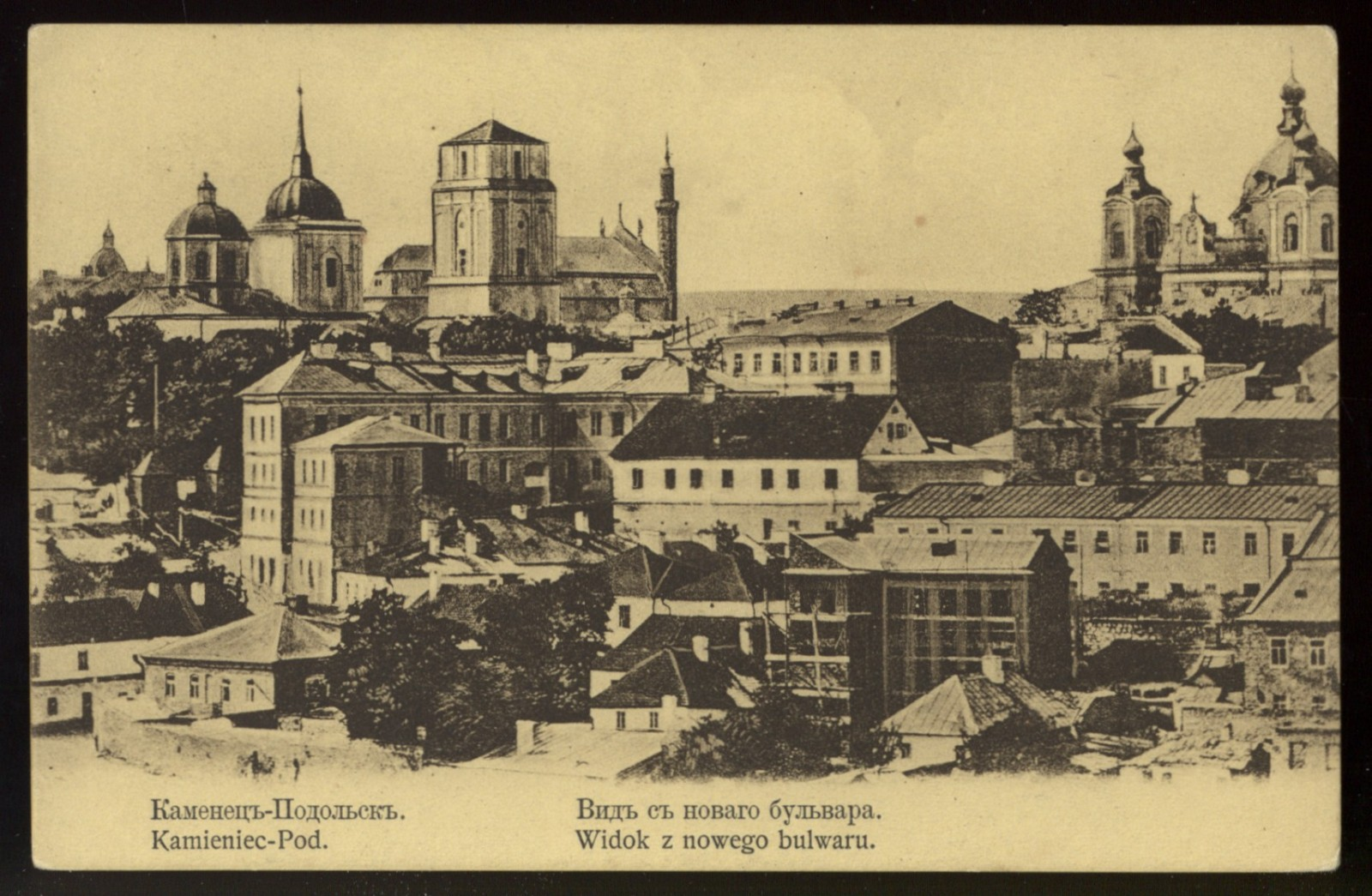
Старе місто

Міжнародна і внутрішня торгівля Кам'янця XV-XVIII століттях велася в рамках численних регламентацій, головне серед яких стало право складу, дорожній примус і митна система. Гостинці з Кам'янця тягнулися до міст Угорщини, Польщі, Литви, Білорусі, Московщини, Криму, Волощини, Молдови, Туреччини, Персії та інших держав.
У XV-XVII століттях у Кам'янці проводилися 3 щорічні міжнародні ярмарки. Перша відкривалася на святого Войцеха і діяла з 24 квітня впродовж 5 тижнів. Друга розпочиналася на Різдво Пресвятої Богородиці (8 вересня за старим стилем) і тривала півтора тижня. Третя, листопадова, – розпочиналася у день пошанування святого апостола Андрія Первозванного (30 листопада за старим стилем) і тривала 4 тижні.
Впродовж XV-XVII століть Кам'янець став відомим ремісничим осередком України. Податкові документи 1583 свідчать, що в місті діяли 18 цехів, які об'єднували 591 ремісника. В архіві Кам'янця також виявлено і введено до наукового обігу «Цехову книгу бондарів, стельмахів, колодіїв, столярів міста Кам'янця-Подільського від 1601 до 1803 рр.» та «Цехову книгу кушнірів XVIII ст.».

## Культурний осередок
У XV-XVII століттях Кам'янець розвивався й як культурний осередок України. З містом тих часів пов'язана діяльність культурно-освітніх діячів Ісайя Кам'янчанина та Герасима Смотрицького.
Тут працювали писці руської громади, які підготували книгу Євангеліє.
Відомими в Кам'янці та вірменські культурно-освітні діячі: Ісаак, Хачерес, Ованес, Агоп, Степанос Рошка та інші. Так, переписувач рукописних текстів Хачерес тер Авксент на замовлення однієї мешканки Ясс, 1579 року переписав Четьї мінеї. Збереглася рукописна книга Хачереса із 10-ма главами кодексу Мхітара Гоша – «Судебника польських вірмен». Особливу цінність у культурній спадщині Кам'янця становить «Кам'янецька хроніка», яка вміщує в собі кілька хронік 1430–1652. Її авторами стали: кам'янецький протоієрей Ованес, його син Григор та онуки – священники Авксент і Агоп. У Хроніці є цінні відомості про Кам'янець, Поділля, Польщу і Хотинську війну 1621 року. Детальний опис Хотинської війни 1621 року подав кам'янчанин Іоаннес у праці «Історія Хотинської війни». Степанос Рошка уклав «Граматику вірменську», «Новий словник вірменської мови», «Хроніку» та інші твори.
З пам'ятками культової та оборонної архітектури міста XV-XVII століть пов'язані імена Каміліуса, Іова Претвича, Теофіла Шомберга, Яна де Вітте та інших.

## Свідчення

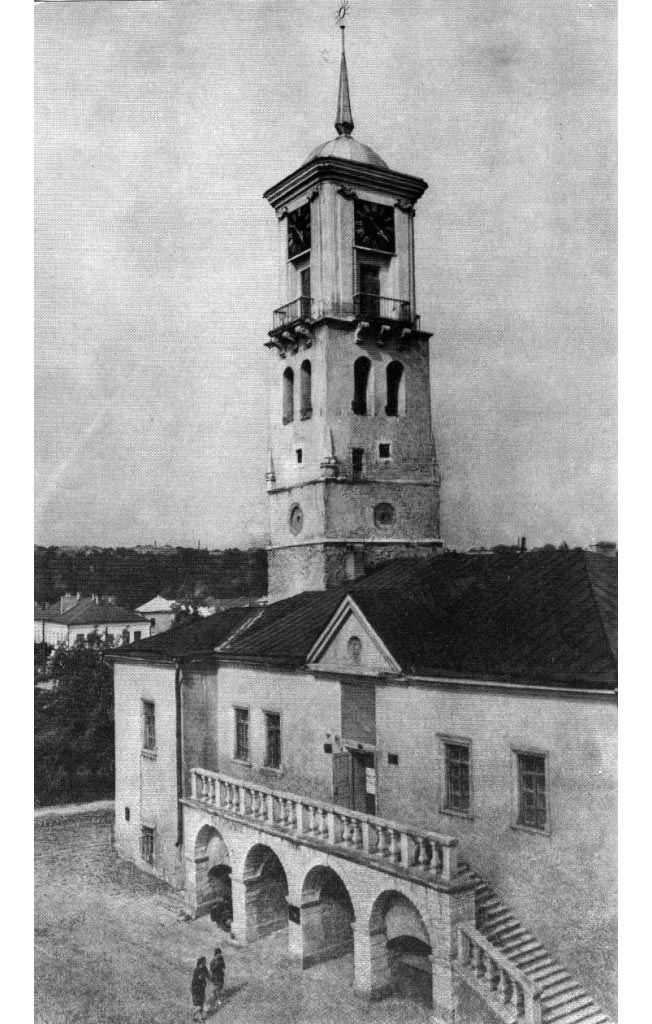
Кам'янецька ратуша

Цінні свідчення про Кам'янець залишили посол Франції, Англії та Бургундії Жільбер де Лануа; польські хроністи Ян Длугош, Мартін Кромер та Мацей Стрийковський ; французький дослідник і археолог Блез де Віженер; італійці Джованні Ботеро та Алессандро Ґваньїні; посол австрійського цісаря Рудольфа II до українських козаків Еріх Лясота; московський мандрівник і релігійний діяч Трифон Коробейников; посол германського імператора Леопольда I Габсбурга в Москві Август Маєрберг; турецький мандрівник Евлія Челебі; дворянин з Фрісландії Ульріх фон Вердум; турецький чауш Ельхаджа Мехмед та інші.

## Хмельниччина
У роки національної революції 1648–1676 років українською козацькою армію на чолі з Богданом Хмельницьким особливо активно на Поділлі підтримували загони місцевих опришків (левенців). Наприкінці серпня – на початку вересня 1648 року вони провели перші військові операції з метою захоплення Кам'янця, однак ця спроба стала невдалою. В листопаді цього ж року опришки поновлюють спроби опанувати містом. Український гетьман звернувся до його мешканців з вимогою виплатити викуп, проте цього не сталося. Невдовзі між Богданом Хмельницьким і польським королем Яном II Казимиром Ваза укладено перемир'я. Прагнення українських військ та опришків опанувати Кам'янцем у 1649, 1651, 1652 та 1655 роках виявилися також безуспішними.
У ході війни між Річчю Посполитою та Османською імперією, після вибуху в новій Західній башті в Старому замку, 30 серпня 1672 в місто ввійшли турки.